# HOLD ME
《HOLD ME》，是日本樂團ZARD的第3張專輯。1992年9月2日發行。

## 简介
距离前作《不再探寻》约9个月后发行的专辑。这也是继上一部作品之后以乐团形式创作专辑的最后一部作品。
先前发行的单曲《拥抱不眠之夜》的热卖让这次的专辑获得了Oricon公信榜初登场第二位（亚军），这是ZARD第一张进入Oricon公信榜前十位的专辑，第一张通过单个专辑进入前三名的专辑，以及第一张销量超过一百万张专辑。
从这张专辑到1999年的专辑《ZARD BEST 〜Request Memorial〜》连续九张专辑销量超过百万（历代第一位）。

## 收录曲
全演唱作词坂井泉水担当。
1. 拥抱不眠之夜
作曲：織田哲郎
編曲：明石昌夫、池田大介（日语：池田大介） 
此专辑的主打歌也是收录的唯一一首单曲A面。
2. 有人仍在等我 
作曲：栗林誠一郎（日语：栗林誠一郎）
編曲：明石昌夫
后来作曲者栗林诚一郎进行翻唱，收录在他自己的专辑《遠く離れても（日语：遠く離れても）》中。
3. 说不出再见 
作曲：栗林誠一郎
編曲：池田大介
4. 别忘记那个微笑 
作曲：川岛美香（日语：川島だりあ）
編曲：明石昌夫
这首歌在粉丝群中拥有高排名，在《ZARD BEST 〜Request Memorial〜》的投票结果中获得第五名。[注 2]、《ZARD Request Best 〜beautiful memory〜》的投票结果中获得第一名。坂井泉水也喜欢这首歌的歌词、这首歌也被收录在《Soffio di vento 〜Best of IZUMI SAKAI Selection〜》。2012年发行的《ZARD ALBUM COLLECTION 〜20th ANNIVERSARY〜》中收录的版本是叶山武编曲的，、也作为同年上映的电影《ウタヒメ 彼女たちのスモーク・オン・ザ・ウォーター（日语：ウタヒメ 彼女たちのスモーク・オン・ザ・ウォーター）》的主题曲。在坂井泉水去世后的2017年2月8日发行的双周刊中原版伴奏作为原声带发行。
5. 随心所欲地跳舞 
作曲：和泉一弥（日语：和泉一弥）
編曲：叶山武1999年在《ZARD BEST 〜Request Memorial〜》的投票中没有收录，但排名第19位，是在粉丝间很有人气的歌曲。
6. Dangerous Tonight 
作曲：栗林誠一郎
編曲：明石昌夫
第四张单曲B面曲。
7. 即使我这么爱你 
作曲：栗林誠一郎
編曲：明石昌夫
第3张单曲《不再探寻》的B面曲的专辑版本。此专辑的标题《HOLD ME》也是从这首歌的副歌开头的短语中引用的。一个不同的版本，并没有在内部混音。随后在1997年发行的精选专辑《ZARD BLEND～SUNSTONE～》中，坂井泉水以强烈的意向再度要求编曲，最后收录于专辑之中。1999年的精选专辑《ZARD BEST～Request Memorial～》在投票时排名第50，未收录，2008年发售的《ZARD Request Best～beautiful memory～》也获得了粉丝投票第30名，收录了原曲（单曲版本）。2016年发售的《ZARD Forever Best～25th Anniversary～》中也收录了原曲。
8. Why Don't You Leave Me Alone 
作曲：川岛美香
編曲：叶山武
9. 爱在沉睡 
作曲：川岛美香
編曲：池田大介
10. 逝去岁月的眷念 
作曲：望月衛介（日语：望月衛介）
編曲：明石昌夫
1999年发售的《ZARD BEST～Request Memorial～》获得了投票第11名，最后的副歌是剪辑后的版本。另外，在《Soffio di venti～Best of IZUMI SAKAI Selection～》中也收录上述版本。2012年发行的《ZARD ALBUM COLLECCTION～20th ANNIVERSRY～》中收录了叶山武的再编曲版本。坂井泉水逝世后的2017年9月20日发行的也将原版伴奏音源化。
11. So Together 
作曲：川岛美香
編曲：明石昌夫
2007年发售的《Soffio di venti～Best of IZUMI SAKAI Selection～》也收录其中。原版伴奏在坂井泉水逝世后的2018年4月18日发行的中被音源化。

## 参加者
ZARD
- 坂井泉水：Vocal
- 町田文人：Guitar
- 星弘泰：Bass
- 道倉康介：Drums
- 池澤公隆：Keyboards

## 合作
- 朝日電視台系列综合电视节目（日语：ワイドショー）《トゥナイト (テレビ番組)（日语：トゥナイト (テレビ番組)）》主題曲 (#1)
- 朝日電視台系列电视剧主題曲 (#1)
- 日本電視台系列智力竞赛节目（日语：クイズ番組）《マジカル頭脳パワー!!（日语：マジカル頭脳パワー!!）》片尾曲 (#2)
- 富士電視台系列金曜エンタテイメント（日语：金曜エンタテイメント）《腕まくり看護婦物語（日语：腕まくり看護婦物語）》主題曲 (#4)